# Montenars
Montenars (Slovenian Gorjani) là một đô thị ở tỉnh Udine trong vùng Friuli-Venezia Giulia thuộc Ý, có cự ly khoảng 80 km về phía tây bắc của Trieste và khoảng 20 km về phia bắc của Udine. Tại thời điểm ngày 31 tháng 12 năm 2004, đô thị này có dân số 554 người và diện tích là 20,6 km².
Montenars giáp các đô thị: Artegna, Gemona del Friuli, Lusevera, Magnano in Riviera, Tarcento.